# Moldave
Moldave est un adjectif qui désigne en français tout ce qui relève de la région géographique et historique de Moldavie ; dans le domaine des langues, le substantif moldave peut désigner deux choses :
- sur le plan linguistique, le parler moldave (graiul moldovenesc) qui est l'un des parlers abstand ou « populaires » régionaux de la langue roumaine. Ce parler est usité, en parallèle avec la langue savante, par les habitants roumanophones de la Moldavie historique, en Roumanie, en Moldavie et en Ukraine ;
- sur le plan politique, « moldave » désignait, à l'époque soviétique et de 1994 à 2023, le roumain des autochtones, soit 78% de la population[3], devenu en 1989 langue officielle de la république socialiste soviétique de Moldavie et en 1991 de la république de Moldavie. Il s'agit d'une langue romane orientale qui, en Moldavie, portait deux noms : « roumain » (limba română /'limba ro'mɨnə/) aux termes de la déclaration d'indépendance de 1991 et de l'arrêt no 36 de la Cour constitutionnelle du 5 décembre 2013[4] (c'est le nom utilisé par les pro-européens et par la Roumanie) et « moldave » (limba moldovenească /'limba moldoven'e̯ascə/) aux termes de l'article 13 de la Constitution adopté en 1994 et jusqu'en 2023[5]. « Moldave » est toujours utilisé par les pro-russes et les non-moldaves de Moldavie, ainsi que par les sources transnistriennes et russes. Ces dénominations concernent la même langue ausbau, « moderne » ou « savante », parlée en Moldavie, Roumanie et Ukraine par environ 24 millions de locuteurs, dont 3,5 millions en République de Moldavie.

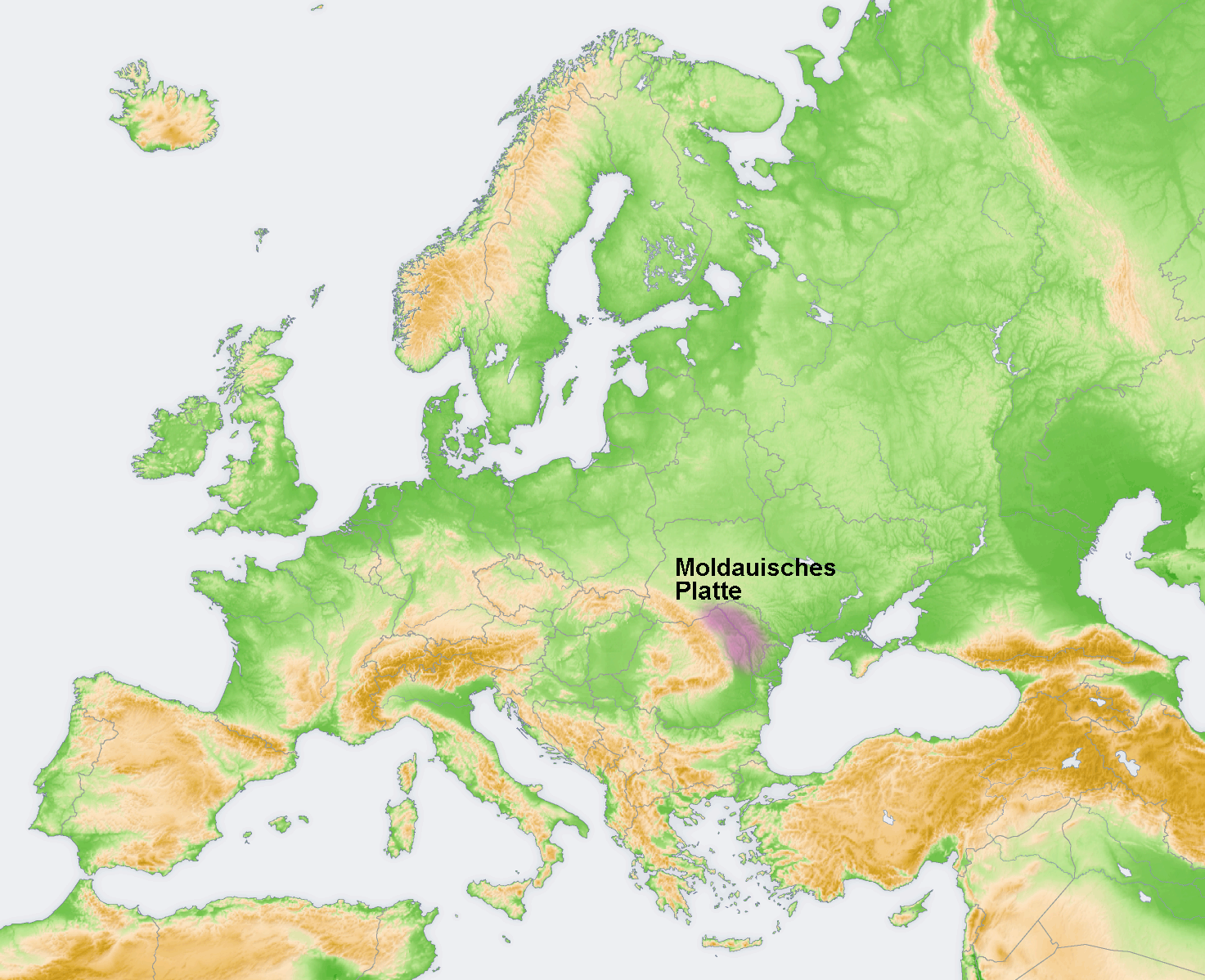
En violet le plateau calcaire moldave (adjectif) en Europe.

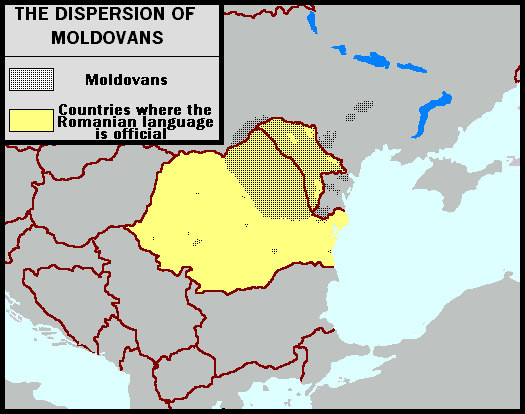
Aire du « parler moldave » (gris foncé superposé) et « roumain langue officielle » (jaune).

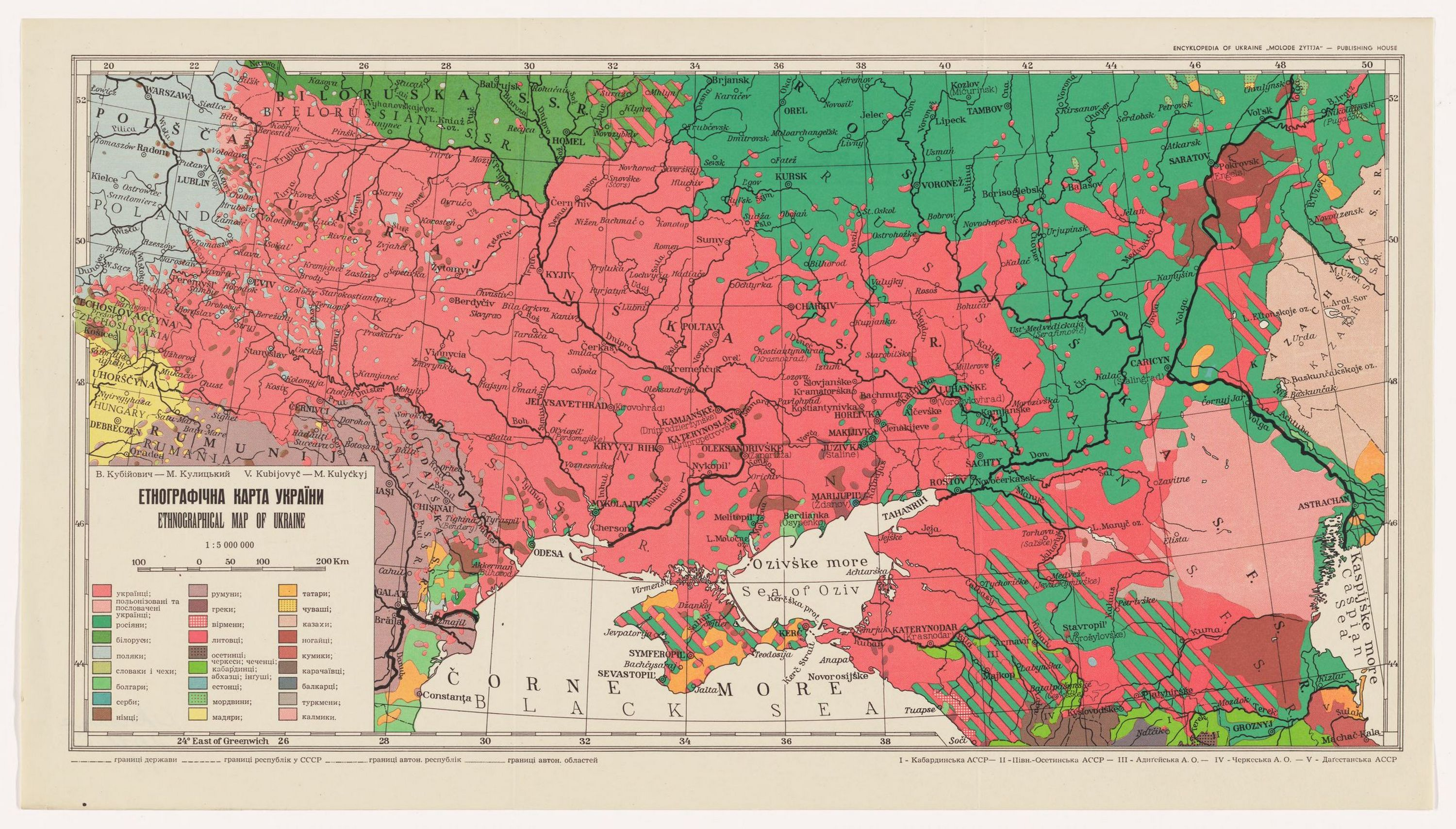
Carte soviétique de 1946 des « langues » ukrainienne (en rouge) et roumaine (en violet) incluant la Moldavie.

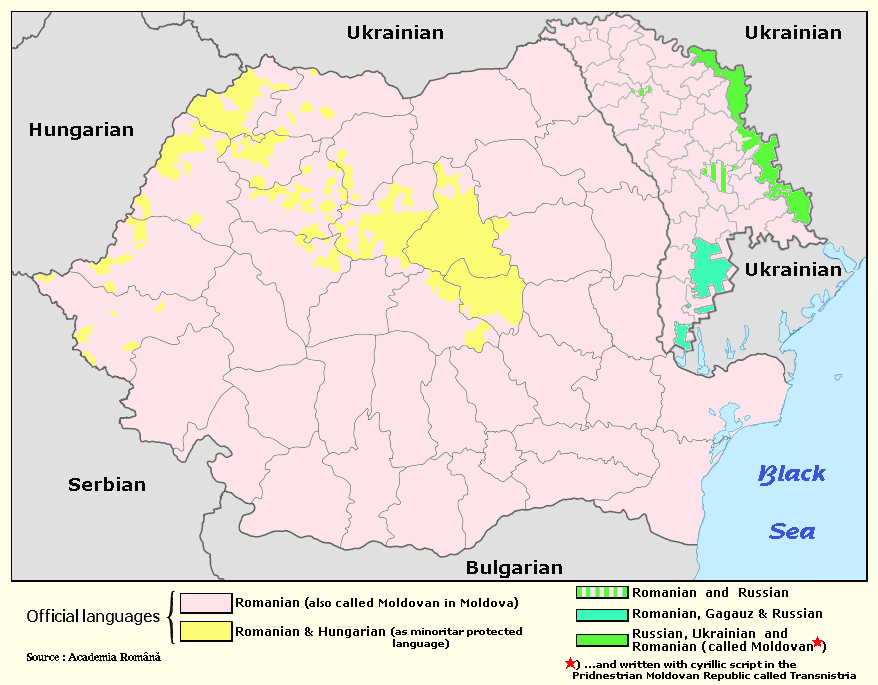
Le roumain comme langue officielle, seul (rose) ou avec d'autres langues.

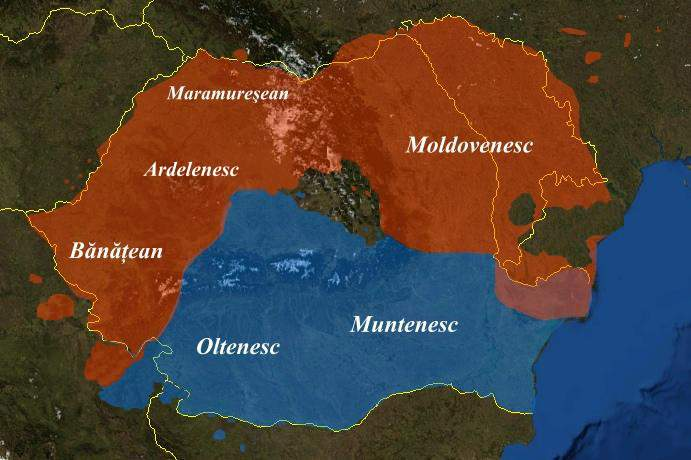
Parlers régionaux du roumain (graiuri)
en rouge – parlers du nord : banatéen, transylvain, maramuréchois et moldave;
en bleu – parlers du sud ou valaques : oltéan et monténien.

## Linguistique
Du point de vue sociolinguistique, parler savant et parlers régionaux, dont les locuteurs peuvent se comprendre spontanément et complètement sans traducteur ni dictionnaire, sont une « langue unitaire dont les formes passées et actuelles présentent tant de traits structurels communs scientifiquement établis, qu'elles constituent un seul ensemble ». Les linguistes s'accordent pour appliquer l'appellation « moldave » au parler abstand de la Moldavie historique, l'une des variantes régionales du roumain, scientifiquement vérifiable. En revanche, lorsque « moldave » désigne la langue roumaine moderne standard ausbau uniquement dans les pays issus de l'ex-Union des républiques socialistes soviétiques (Moldavie et Ukraine principalement), il s'agit d'un choix purement politique remontant à un décret soviétique du 12 octobre 1924 en République socialiste soviétique autonome moldave, annulé le 2 février 1932 et remis en vigueur le 27 février 1938.
Comme les nombreuses sources soviétiques (sauf entre le 2 février 1932 et le 27 février 1938), la majorité des sources, russes, russophiles ou russophones récusent les travaux des linguistes en affirmant que « moldave » et « roumain » seraient deux langues différentes, la première parlée en Moldavie et la seconde en Roumanie, ou bien que le moldave serait un dialecte local parlé exclusivement en République de Moldavie tandis que le roumain serait une langue savante née en Roumanie et adoptée par une minorité de citadins moldaves : voir le débat autour de l'identité moldave. La législation moldave reconnaissait les deux dénominations comme « analogues ».

## Histoire ancienne
Avant qu'Edgar Quinet, Jules Michelet, Émile Ollivier et Élisée Reclus, dans le Mercure de France, les Légendes démocratiques du nord et la Géographie universelle ne généralisent pour les roumanophones et leur langue le nom de « roumain », la langue romane parlée par la majorité de locuteurs de Moldavie, de Valachie, de Transylvanie et de Dobrogée, nommés en français Valaques et/ou Moldaves, était nommée « valaque » ou « moldo-valaque » (mais « româna » en roumain).
L'union des principautés danubiennes de Valachie et de Moldavie est l'aboutissement de la renaissance culturelle roumaine sous l'influence (comme ailleurs en Europe) des Lumières, manifestée par les révolutions de 1821 et de 1848. Ce processus menaçait l'intégrité territoriale de l'Autriche-Hongrie en Transylvanie et en Bucovine moldave ainsi que celle de l'Empire russe en Bessarabie. Il a donc suscité, dans les historiographies austro-hongroise et russe puis soviétique, la diffusion de la théorie dite du « Désert des Avars », initialement formulée par Edouard Robert Rösler (ro). Cette thèse postule qu'au VIe siècle les Avars ont vidé de tout habitant sédentaire les pays situés au nord du bas-Danube (dont la future Moldavie) jusqu'à ce que les Magyars s'y installent trois siècles plus tard, les Roumains arrivant seulement ensuite depuis les Balkans. Comme de leur côté les historiographies serbe et bulgare affirment que les Slaves méridionaux n'ont trouvé dans les Balkans au VIe siècle que des Illyriens ou des Thraces non-romanisés, et que les Roumains sud-danubiens n'y sont arrivés que six siècles plus tard depuis la Transylvanie et en très petit nombre, il en résulte que la thèse la plus largement véhiculée par les cartes et les sources secondaires est que les roumanophones ont purement et simplement « disparu de l'histoire durant un millénaire » pour envahir tardivement des territoires hongrois ou slaves, tandis que leur identité roumaine serait une « construction artificielle récente ». Avant l'URSS, l'Empire russe, tout en colonisant le pays, avait déjà combattu l'usage du roumain/moldave en Bessarabie après avoir annexé cette partie de la Moldavie en 1812 : en 1829, cette langue est interdite dans l'administration ; en 1833, elle est interdite dans les établissements d'enseignement secondaire, puis dans les écoles primaires en 1860 ; enfin en 1871 le roumain/moldave est purement et simplement interdit dans toute la sphère publique par oukase impérial.
En mars 1918, la République démocratique moldave proclamée l'année précédente en Bessarabie, s'unit à la Roumanie, reformant ainsi la Moldavie historique, au sein de la « Grande Roumanie ». La langue romane parlée par ses habitants a alors été nommée « roumain », et non « moldave », comme le faisaient les ethnographes russes.
Ce fut aussi le cas dans la « république autonome socialiste soviétique moldave » créée le 12 octobre 1924 par les soviétiques en République socialiste soviétique d'Ukraine, jusqu'au décret du 27 février 1938 qui réintroduisit officiellement la dénomination de « moldave » et l'écriture cyrillique, dans un contexte politique précis : l'URSS venait de signer un traité de non-agression avec la Roumanie, renonçant à « soviétiser » toute la Roumanie et ne revendiquant plus que la Bessarabie, développant pour cela une nouvelle ligne idéologique, le « moldavisme » : les ethnographes soviétiques affirment dès lors que les « Moldaves » ne sont plus une partie du peuple roumain (celle habitant à l'Est des Carpates, dans le sens géographique du mot « Moldaves »), mais un peuple « différent des Roumains » et vivant exclusivement dans la « RASSM » et en Bessarabie.
Lorsque l'URSS annexe la Bessarabie en 1940, conformément aux accords du pacte Hitler-Staline, le terme de « moldave » redevient officiel dans la nouvelle République socialiste soviétique moldave. Dès lors, la position soviétique fut que la Bessarabie aurait eu dès le départ une « histoire différente de la Moldavie », appartenant successivement à la Russie kiévienne, à la Lituanie puis à l'Empire ottoman, et qu'en raison de la cohabitation, dès le Ve siècle, des latinophones avec une majorité de locuteurs d'origine slave, une « langue moldave différente du roumain » y serait apparue. Selon cette thèse officielle, le roumain serait une langue née en Valachie puis diffusée en Moldavie occidentale roumaine, langue beaucoup plus romane que le moldave, avec beaucoup moins d'influences slaves. Cette thèse était développée en URSS, au moment où dans la nouvelle Roumanie communiste, l'Académie roumaine promouvait les études slaves et insistait sur l'importance de l'influence slave en roumain. En URSS, l'alphabet latin pour le moldave avait été abandonné en 1938 pour l'alphabet cyrillique russe (différent de l'alphabet cyrillique gréco-slavon du roumain médiéval) et la langue russe est devenue pour les roumanophones la condition d'accès à un meilleur niveau d'éducation, d'ascension sociale et de pouvoir politique.

## Histoire récente
Les positions de l'historiographie, de la linguistique et de l'ethnologie des pays communistes ont imprégné durant des décennies les sources secondaires et, encore au XXIe siècle, de nombreux atlas historiques figurent la Bessarabie comme une région extérieure à la Moldavie historique, avec une histoire russe ou ottomane distincte, et présentent le « moldave » comme différent du roumain.
L'existence du « moldave » en tant que « langue différente de la langue roumaine » est l'objet d'une controverse politico-linguistique proche de l'alternative « canard-lapin ». Depuis 1986 (avènement de la perestroïka et de la glasnost en URSS), le « moldave » est l'enjeu d'une lutte politique en Moldavie, les roumanophones l'utilisant pour affirmer leur identité face à la russification, et les russophones pour affirmer l'identité postsoviétique de la Moldavie face aux partisans d'une union avec la Roumanie ou d'une adhésion à l'Union européenne.
En 1989, le moldave a été déclaré langue officielle de la république de Moldavie (qui était encore une république socialiste soviétique) et l'usage de l'alphabet latin a été rétabli. Le 12 mai 1990 le « moldave » fut officiellement reconnu comme « roumain ». Lors de l'indépendance de la république de Moldavie en août 1991, la constitution (article 13-1) établit que : « La langue officielle de la république de Moldavie est la langue roumaine, et utilise l'alphabet latin ». Un drapeau et des armoiries proches du drapeau et des armoiries roumaines furent adoptés, ainsi que la devise : « Virtus Romaniae rediviva ». L'hymne d'État de la Roumanie « Réveille-toi, roumain » fut également adopté en Moldavie.
Craignant pour leurs avantages, les non-roumanophones réagissent très vivement, la Russie et l'Ukraine (cette dernière avait alors des dirigeants pro-russes) menacent de couper le gaz et l'électricité (« journées noires » de 1991-92) et empêchent les autorités moldaves de prendre le contrôle de la totalité de leur territoire (guerre du Dniestr en 1992, perdue par la Moldavie et gagnée par la 14e armée russe, commandée par Alexandre Lebed). À la suite de ces défaites, les partisans de l'union moldo-roumaine deviennent minoritaires dans l'électorat alors que les communistes reforment leur parti et recrutent massivement, devenant rapidement très influents.
Depuis l'indépendance de la Moldavie en août 1991, la position officielle des autorités moldaves varie selon leur majorité politique :
- de 1991 à 1993 elle a été qu'il n'y a pas de « langue moldave », la langue de la Moldavie étant alors dénommée « roumain », à égalité avec les autres langues du pays qui n'ont pas été dénommées « moldoslave » ou « moldoturc », mais bien « russe », « ukrainien » et « gagaouze » comme le souhaitaient leurs locuteurs[21];
- en 1993, les proportions et les nuances chromatiques du drapeau sont changés, la devise est modifiée en « Virtus Moldaviae rediviva », un autre hymne d'état est adopté (« Notre belle langue ») et surtout, la langue et l'identité des romanophones sont à nouveau officiellement définies comme « moldaves, différentes du roumain » par l'article 13 de la nouvelle constitution, adoptée en 1994[5];
- en 1996, une proposition du président de la république Mircea Snegur de revenir au nom « roumain » de la langue pour des raisons scientifiques et historiques, fut rejetée par le parlement moldave à majorité pro-russe[22] ;
- entre 2001 et 2009, alors que les communistes sont au pouvoir, le « moldave » était défini comme une langue « différente du roumain », et les personnes affirmant que c'est du roumain, sont considérées comme des « agents de l'impérialisme roumain » : des enseignants furent mis à pied et condamnés pénalement pour cette raison, déclenchant en février 2002 de grandes manifestations dans la capitale ;
- de 1994 à 2001 et depuis 2009, la position officielle est un compromis : le moldave serait une langue « par elle-même » (de sine stătătoare) mais « analogue au roumain » (analoagă cu limba română)[23] ;
- du 5 décembre 2013 au 16 mars 2023, officiellement « les deux dénominations désignent une même langue et sont légalement admissibles » selon la cour constitutionnelle de Moldavie[24] ;
- depuis le 16 mars 2023, officiellement le nom « moldave » pour la langue du pays doit être partout remplacé par celui de « roumain »[25].

En dépit des trois décennies et demi passées (en 2025) depuis que la langue locale est devenue officielle en Moldavie, il existe encore de nombreuses organisations internationales qui utilisent les noms russes dans leurs documents concernant la Moldavie : c'est le cas de plusieurs compagnies aériennes et du Haut Commissariat des Nations unies pour les réfugiés[réf. à confirmer]. Cela est entre autres dû aux efforts du gouvernement pro-russe de la république de Moldavie, entre 2001 et 2009, pour de rendre à la langue russe son statut dominant d'avant l'indépendance, en décrétant son apprentissage obligatoire dès l'école primaire en 2002, et en le déclarant « langue de communication inter-ethnique » (язык межнационального общения, comme à l'époque soviétique) en 2006, ce qui dispense les minorités non roumanophones de connaître la langue d'État du pays, mais oblige la majorité autochtone à connaître le russe. Cette mesure a provoqué des manifestations massives, durement réprimées, à Chișinău et dans d'autres grandes villes. En 2003, le gouvernement moldave fait publier un dictionnaire bilingue moldave-roumain, accompagné d'une préface virulente avec pour objectif de démontrer que les deux pays parlent des langues distinctes. Les linguistes de l'Académie roumaine ont rappelé que tous les mots présentés dans ce dictionnaire comme moldaves sont aussi des mots roumains. Même en république de Moldavie, le doyen de l'Institut de Linguistique, Ion Bărbuță, a qualifié ce dictionnaire d'« absurdité qui ne sert qu'à des fins politiques ».
L'article 13 de la Constitution, inspiré du droit du sang, avait, dans sa formulation de 1994, créé une double discrimination linguistique :
- d'une part, la dénomination « Moldave » n'était plus également appliquée à tous les citoyens du pays comme le font le droit du sol et le droit international : seuls les indigènes roumanophones et leur langue étaient considérés « Moldaves », excluant ainsi les minorités de la construction de l'identité du pays ;
- d'autre part, seules les minorités pouvaient développer librement leur langue, leur culture et leur identité en lien avec des cultures dépassant les frontières du pays (culture russe, ukrainienne, bulgare, turcophone…) ; les « Moldaves », s'ils se référaient à la culture roumaine, étaient considérés comme « minorité nationale » dans leur propre pays et s'exposaient à des discriminations.

Cependant l'article 13 n'empêchait pas les roumanophones de se déclarer au choix « Moldaves » ou « Roumains » ni un « Moldave » de déclarer le « roumain » comme langue maternelle. Au recensement de 2014, parmi les roumanophones (78 % de la population), seuls 3 % ont osé se déclarer « Roumains », les autres jugeant plus neutre de se déclarer « Moldaves » ; toutefois 22 % de ces derniers ont déclaré le roumain comme langue maternelle.
Après des années de manifestations, d'arrestations, de controverses, de limogeages de chercheurs et d'enseignants, de plaintes et de procès, la Cour Constitutionnelle moldave fut saisie de cette « querelle des dénominations » et, le 5 décembre 2013, par son arrêt no 36, décréta que « les deux dénominations désignent une même langue et sont légalement admissibles », mettant ainsi un terme à toutes les poursuites entamées entre 2001 et 2009 par les gouvernements à majorité communiste de Vladimir Voronine pour « propagation de fausses informations et propagande impérialiste roumaine »… mais sans abolir l'article 13.

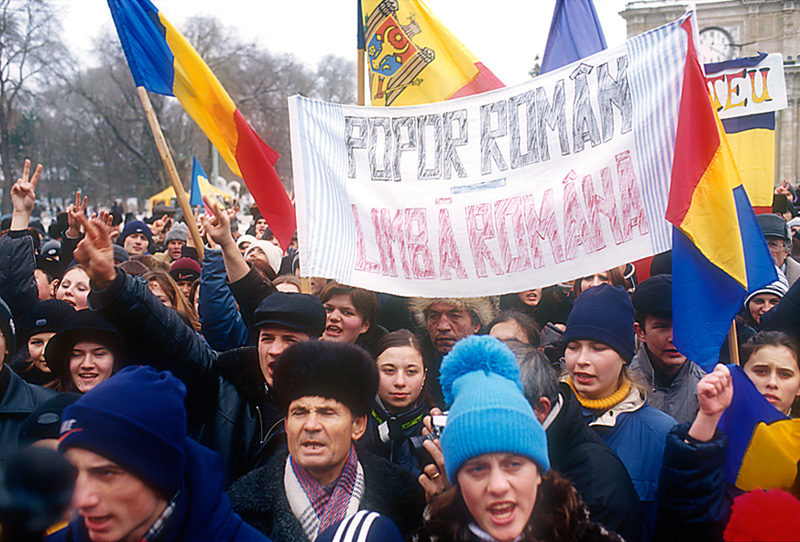
Manifestation à Chișinău en février 2002 pour la reconnaissance de la roumanité du « moldave ».

Le Parti action et solidarité au pouvoir depuis les élections législatives moldaves de 2021 a décidé, depuis l'invasion de l'Ukraine par la Russie, d'entamer une procédure d'adhésion de la Moldavie à l'Union européenne et d'aligner la législation moldave sur le « droit du sol », pour que tous les citoyens du pays soient également des « Moldaves » quelles que soient leurs langues, et que cessent les tensions politiques générées par la double-appellation de la langue majoritaire, conforme au « droit du sang ». Le 2 mars 2023, le parlement moldave a modifié l'article 13 de la Constitution, en remplaçant le nom « moldave » par « roumain » sur proposition de l'Académie des sciences de Moldavie, selon le modèle belge ou suisse où tous les citoyens du pays sont également des « Belges » ou des « Suisses » quelles que soient leurs langues. Depuis, les citoyens de la Moldavie sont désormais tous des Moldaves, avec le roumain comme langue usuelle de 78 % d'entre eux, à côté du russe, de l'ukrainien, du gagaouze et du bulgare. L'opposition pro-russe soit le bloc électoral des communistes et socialistes et le parti Șor, a voté contre,.
Sur la rive gauche du Dniestr, administrée par l'état autoproclamé de Transnistrie et où l'autorité de la Moldavie ne s'exerce pas, le roumain est toujours appelé « moldave » il est écrit, comme à l'époque soviétique, en caractères cyrilliques russes (« лимба молдовеняскэ » = « limba moldovenească »), conformément à l'article 12 de la constitution transnistrienne. La Russie, qui ne cesse d'accuser la Moldavie de persécuter les russophones, a abrogé le 22 février 2023 un décret de 2012 exprimant la volonté du Kremlin de « trouver une solution légale pour la Transnistrie en respectant l'intégrité territoriale de la Moldavie », abrogation pouvant permettre à la Russie de reconnaître officiellement la sécession transnistrienne, comme elle l'a déjà fait avec l'Abkhazie ou l'Ossétie du Sud en Géorgie.
Le 16 octobre 2023, l'Ukraine décide, à son tour, de reconnaître la non-existence de la langue « moldave » et la reconnaissance du roumain comme seule langue maternelle de la minorité roumanophone d'Ukraine, 2e plus importante minorité du pays après les Russes,.

## Dans la culture populaire
Les humoristes moldaves, tels Valentin Stratan, préfèrent en rire : « - Qu'est-ce que le moldave ? » demandent-ils. « - C'est notre langue » répondent-ils, « sauf que nous ne le savions pas, parce que nous ne comprenions pas le russe ! ». Lorsqu'on leur demande quelle langue ils parlent, ils répondent « notre langue ! » pour éviter de la nommer (on trouve une attitude analogue chez les locuteurs du serbo-croate qui, craignant les réactions nationalistes respectivement bosniennes, croates, monténégrines ou serbes, la nomment simplement naš jezik « notre langue ».
En français, le dictionnaire Larousse signale que le nom moldo-valaque signifie familièrement : « langue incompréhensible, charabia » et l'adjectif « originaire d'un pays éloigné et bizarre, peut-être inexistant ». Dans la série Les Aventures de Tintin, une injure du capitaine Haddock est « Moldo-Valaque ! ».